# Serrenti
Serrenti är en ort och kommun i provinsen Sydsardinien i regionen Sardinien i sydvästra Italien. Kommunen hade 4 808 invånare (2017).